# A3Pb (Inschrift)

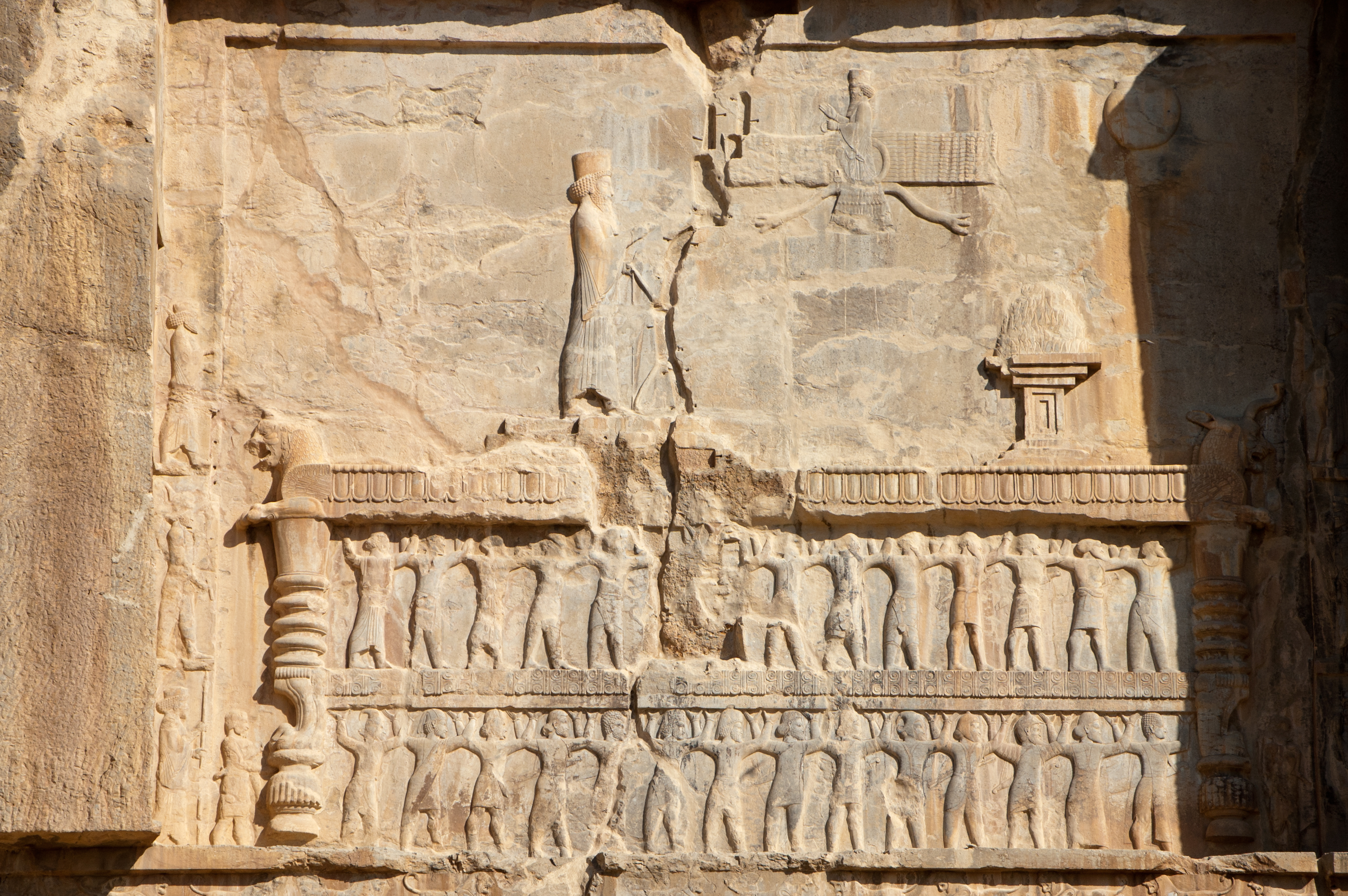
Die 30 Thronträger mit den Beischriften A3Pb 1–30

A3Pb ist die Abkürzung einer Reihe von Beischriften (1–30) zu den Thronträgern auf dem Felsrelief am Grab des Artaxerxes III. (A3). Sie wurden in Persepolis (P) entdeckt und von der Wissenschaft mit einem Index (b) versehen (nach der Inschrift A3Pa). Die Beischriften liegen in altpersischer, elamischer und babylonischer Sprache vor. Die Zuordnung zum Thronträger erfolgt über einen zusätzlichen Zahlenindex.
Mancherorts kann man auch der Bezeichnung A2Pa für die gleiche Inschrift begegnen. Sie würde dann Artaxerxes II. (A2) zugesprochen, ergänzt um den Fundort Persepolis (P) und einem Index (a). Der Index a zeigt an, dass es sich um die erste und damit einzige Inschrift von Artaxerxes II. in Persepolis handeln würde.

## Inhalt
Jede der Beischriften bezeichnet eine Völkerschaft. Zu jedem Namen, der in der Form Nominativ, Singular und maskuliner (männlicher) Genus auftritt, ist einleitend „Dies (ist) der …“ zu ergänzen. Im Folgenden sind die Namen mit dem entsprechenden Index der Reihe nach aufgeführt:
1. Perser 2. Meder 3. Elamer 4. Parther 5. Areier 6. Baktrier 7. Sogder 8. Choresmier 9. Drangianer 10. Arachosier 11. Sattagyde 12. Gandarer 13. Inder 14. amyrgischer Sake 15. spitzmütziger Sake 16. Babylonier 17. Assyrer 18. Araber 19. Ägypter 20. Armenier 21. Kappadokier 22. Lyder 23. Ioner 24. überseeischer Sake 24. Thraker 26. peltētragender Ione 27. Libyer 28. Nubier 29. Mekraner 30. Karer

## Beschreibung
Die Beischriften befinden sich am südlicheren der beiden Felsengräber am Westabhang des Kuh-e Rahmat in Persepolis. Das betreffende Felsengrab wird auch als Grab V als Folge der vier Gräber (Grab I–IV) in Naqsch-e Rostam bezeichnet. Die Beischriften werden mit einer zusätzlichen Zahl referenziert:
| 30 | \| 1 \| 2 \| 3 \| 4 \| 5 \| 6 \| 7 \| 8 \| 9 \| 10 \| 11 \| 12 \| 13 \| 14 \| \| \| \| \| \| \| \| \| \| \| \| \| \| \| \| \| 15 \| 16 \| 17 \| 18 \| 19 \| 20 \| 21 \| 22 \| 23 \| 24 \| 25 \| 26 \| 27 \| 28 \| | 29 |    |    |    |    |    |    |    |    |    |    |    |
| 1  | 2 | 3  | 4  | 5  | 6  | 7  | 8  | 9  | 10 | 11 | 12 | 13 | 14 |
|    | |    |    |    |    |    |    |    |    |    |    |    |    |
| 15 | 16 | 17 | 18 | 19 | 20 | 21 | 22 | 23 | 24 | 25 | 26 | 27 | 28 |

Die Beischriften sind oberhalb der Thronträger zu sehen. Die Thronträger bilden zwei Kolonnen à 14 Figuren mit je einer zusätzlichen Figur links und rechts bei der unteren Reihe. Die Beischriften sind dem Inhalt nach identisch mit den Beischriften der Inschrift DNe. Die einzige Abweichung ist die Zuordnung zu den Figuren rechts und links, die gegenüber der Inschrift DNe vertauscht sind. Die Reihenfolge wird bestimmt durch die aufgerufenen Völker der Inschrift DNa. DNa zählt von den 30 Ländern, die in den Beschriften aufgeführt sind, nur 29 auf. Das hat damit zu tun, dass sie nur die Länder „außerhalb von Persien“ in der Auflistung berücksichtigt, der Perser ist aber als oberster linker Thronträger (mit dem Index 1) Teil der Inschrift A3Pb. Außer der Beischrift A3Pb 7, die weggebrochen ist, ist die altpersische Sprachversion der Inschrift gut erhalten, im Gegensatz zu seinem Vorgänger DNe, der erhebliche Lücken aufweist. Die Inschrift A3Pb dient deshalb zur Vervollständigung jener Inschrift zusammen mit der Hauptinschrift DNa.

## Forschungsgeschichte
A. W. Davis entdeckte die Inschrift 1930 und veröffentlichte die persische Sprachversion 1932. 1938 veröffentlichte Ernst Herzfeld alle Sprachversionen und ließ dabei offen, ob es sich dabei um das Grabmal von Artaxerxes II. oder Artaxerxes III. handelt. Roland Grubb Kent bezeichnete dann die Beischriften entsprechend mit A?P. Erich Friedrich Schmidt (1970), Manfred Mayrhofer (1978) und verschiedene andere Wissenschaftler wiesen das Grab Artaxerxes II. zu. Da es die einzige Inschrift von Artaxerxes II. in Persepolis wäre, würden die Beischriften entsprechend der Notation mit A2Pa bezeichnet.
Rüdiger Schmitt ordnet die Beschriften aufgrund einer grammatikalischen und vergleichenden Analyse Artaxerxes III. zu und bezeichnet sie als A3Pb mit einer zusätzlichen Nummer als Index für eine spezifische Beischrift. Er hat 1999 als erster eine umfassende Publikation und Diskussion zu den Beischriften in allen Sprachversionen verfasst.